# Большеникольск (Муромцевский район)
Большеникольск — деревня в Муромцевском районе Омской области России, в составе Костинского сельского поселения .

## История
Основана в 1853 году. В 1928 году село Больше-Никольское состояло из 135 хозяйств, основное население — русские. Центр Больше-Никольского сельсовета Большереченского района Тарского округа Сибирского края.

## Население
| 1926 | 2010 |
| ---- | ---- |
| 738  | ↘85  |

## Известные уроженцы села
- Гранкин, Пётр Григорьевич (род. 1926) - Герой Социалистического Труда, бригадир колхоза «Заветы Ленина» Муромцевского района Омской области.